# Startkabel

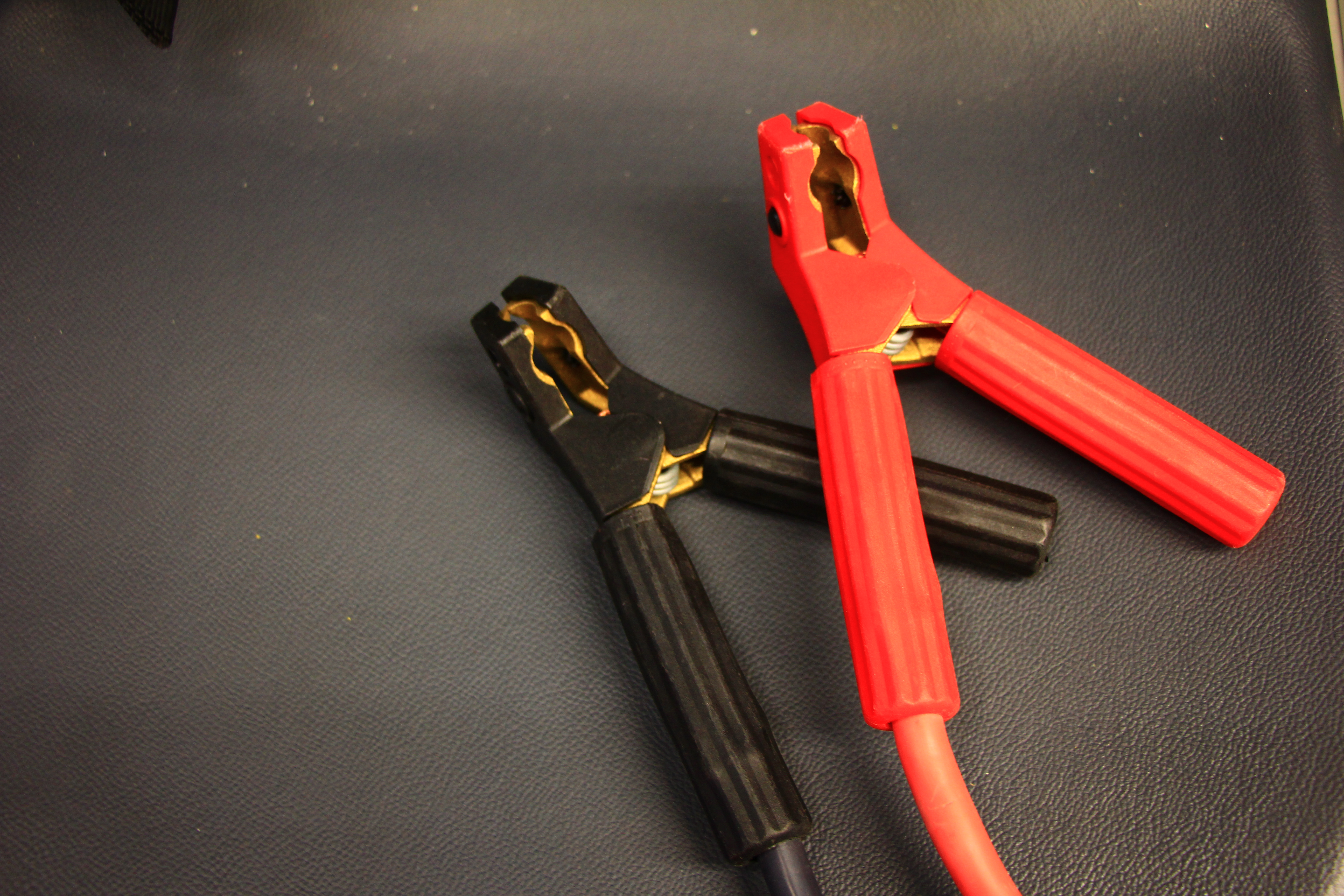
Pooltangen

Startkabels zijn dikke stroomkabels, bestemd voor het starten van een voertuig met een verbrandingsmotor die niet wil starten doordat de eigen accu leeg is. Ze worden gebruikt om een tijdelijke verbinding te maken met de accu van een ander voertuig dat hulp biedt bij het starten.
Een set startkabels bestaat uit twee stroomkabels, een zwarte en een rode, met aan de uiteinden pooltangen die op polen van de accu's kunnen worden geklemd. De rode kabel is bedoeld voor het verbinden van de pluspolen en de zwarte voor de minpolen.

## Gebruik van de startkabels

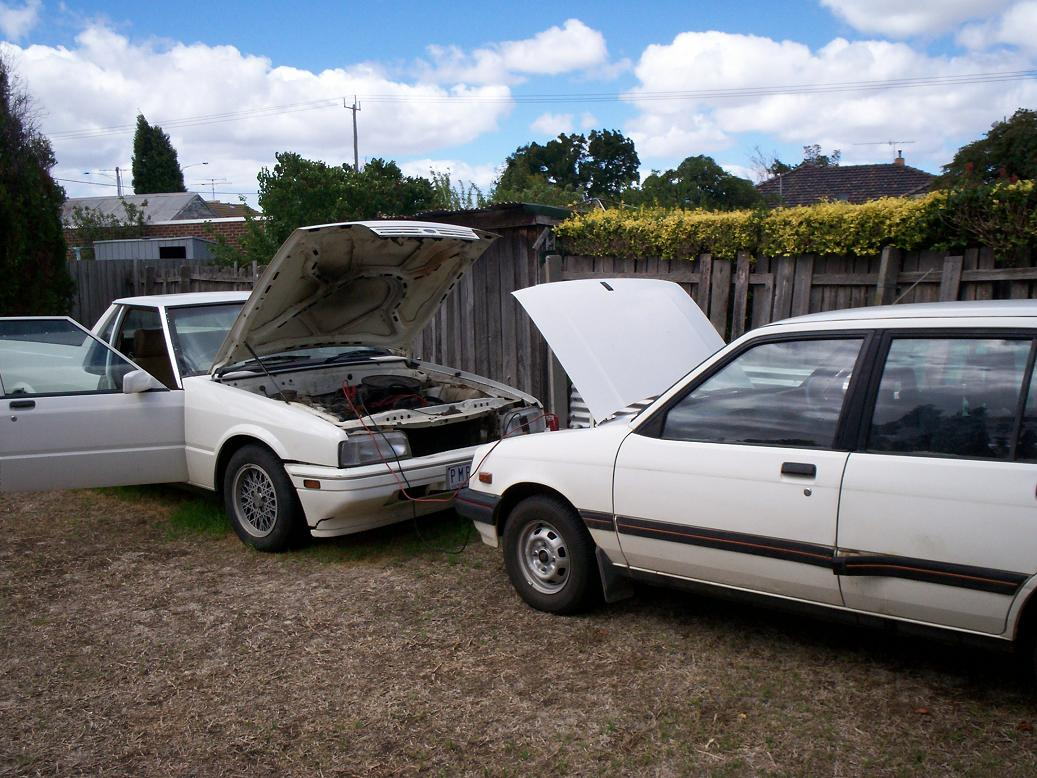
Starthulp met startkabels

De hulpbiedende auto moet naar een plek worden gereden waar, met open motorkap, de startkabels lang genoeg zijn om de accu's met elkaar te kunnen verbinden. Elektrische auto's kunnen geen starthulp verlenen omdat ze meestal op een hogere accuspanning werken. Dit kan ook gelden voor vrachtwagens (vaak 24 Volt) en sommige personenauto's.
Voordat de accu's met elkaar worden verbonden, moet de motor worden stilgezet en het sleutelcontact van beide auto's worden verbroken om schade aan de elektronica van de auto te voorkomen.
Het juiste gebruik van de startkabels is meestal eenvoudig, maar niet zonder gevaar. Dit gevaar kan worden vermeden door de accu's in een veilige volgorde met elkaar te verbinden (zie hieronder). De aanbevolen aansluitvolgorde is bedoeld om het risico te verkleinen dat de volle accu per ongeluk wordt kortgesloten of dat gas uit de accu ontbrandt door de vonken.
Nadat de accu's met elkaar zijn verbonden moet de hulpverlenende auto de motor laten draaien.
Daarna kan de auto met de lege accu worden gestart. Wanneer de auto start, is het raadzaam beide motoren nog even te laten draaien. Dan moeten de startkabels in omgekeerde volgorde worden verwijderd.

### Veilige volgorde bij het verbinden van de accu's

Veilige volgorde voor het aansluiten van de startkabels

De aansluitvolgorde voor het verbinden van de accu's is als volgt (zie afbeelding; de hulpbiedende auto staat rechts):
1. Sluit eerst de rode kabel aan op de pluspool van de lege accu
2. Sluit vervolgens het andere uiteinde van de rode kabel aan op de pluspool van de volle accu
3. Sluit vervolgens de zwarte kabel aan op de minpool van de volle accu
4. Sluit ten slotte het andere uiteinde van de zwarte kabel niet rechtstreeks aan op de minpool van de lege accu, maar ergens uit de buurt van de accu op blank metaal (massa)

Wanneer deze laatste verbinding wordt gemaakt wordt de stroomkring gesloten en kunnen er vonken ontstaan, wat in de buurt van de accu een zeker explosiegevaar oplevert. Oudere startkabels met ongeïsoleerde pooltangen verhogen het risico van een kortsluiting.

### Startkabels met veiligheidsplug

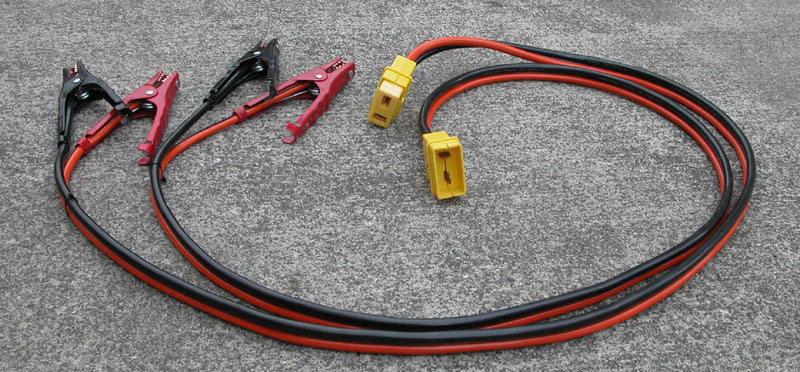
Startkabelset met veiligheidsplug

Nog veiliger zijn startkabels met een veiligheidsplug in het midden. Eerst wordt de veiligheidsplug geopend. Vervolgens worden de startkabels met de pooltangen op de accu's aangesloten, rood op de pluspool en zwart op de minpool. In beide delen van de veiligheidsplug zit een led die oplicht als de startkabels goed zijn aangesloten. Tot slot, als beide led's branden, kan de verbinding worden gesloten door de delen van de veiligheidsplug in elkaar te steken. 